# Comita de Torres
Comita de Torres (né vers 1160 mort en 1218) Juge de Logudoro/Torres de 1198 à 1218 et Juge de Gallura de 1211 à 1216.

## Origine
Comita nait vers 1160 à Torres il est le second fils de Barisone II de Torres et de son épouse Preziosa de Orrubu et il succède à son frère aîné Costantino II de Torres.

## Règne

Les Judicats de Sardaigne

Lorsque Comita accède au trône la guerre engagée contre Guillaume de Massa a déjà entrainé la perte de Goceano et d'autres domaines stratégiquement importants aux confins de l'Arborée. Sous la pression des circonstances Comita de Torres  doit accepter la paix et il est obligé se reconnaitre vassal de Pise  à prêter un serment de fidélité et à s'engager à expulser les troupes génoises de ses États. Il doit également renoncer à revendiquer, vis-à-vis de Guillaume de Massa, ses droits sur l'Arborée comme sur  Goceano et les autres territoires  perdus pendant le conflit. Afin de conforter la paix une union est conclue entre le fils et héritier de  Comita Mariano de Torres, et Agnese la seconde fille de Guillaume qui apporte en dot à son époux Goceano et les autres terres du Judicat de Torres occupées par son père. Cette situation nouvelle qui assure à la république de Pise la prédominance quasi absolue sur la Sardaigne entière déplait à Gènes au Pape mais également à Comita de Torres  qui craint de se trouver à tout moment en conflit avec Guillaume de Massa, devenu maintenant Juge d'Arborée et Lamberto Visconti qui veut s'attribuer le Judicat de Gallura.
Comita se rapproche du pape Innocent III, lui aussi soucieux de maintenir l'indépendance des Judicats et la souveraineté pontificale face à l'expansionnisme de Pise. Comita accuse Guillaume de s'être approprié le Judicat d'Arborée par la force, de troubler la paix et de préparer de nouvelles agressions ; pour ces raisons il demande pour lui et son Judicat à bénéficier de la  protection spéciale du Saint-Siège.  Guillaume  réplique en restaurant un gouvernement légal en Arborée tout en la maintenant sous son contrôle. Pour ce faire il rappelle le Juge dépossédé Ugone Ier de Bas et lui donne comme épouse sa fille cadette avec comme dot la moitié de l'Arborée qui restait en réalité sous son contrôle. Mais en 1207 Ugone Ier de Bas, s'enfuit de chez son beau-père et se réfugie chez Comita l'époux de sa mère.
Pendant ce temps deux événements avaient cimenté l'alliance entre Comita, le pape et Gènes. En 1203, Guillaume Malaspina, épaulé par son beau-frère le Juge Guillaume de Massa,  tente d'épouser  Elena, fille unique et héritière du défunt Juge afin de s'approprier le Judicat de Gallura mais Le projet échoue  du fait de l'intervention du pape. Deux ans après Lamberto Visconti, prenant de vitesse un certain Transamund, cousin du pontife, et époux choisi par le pape s'empare de la jeune fille et de Gallura. L'excommunication lancée contre  Lamberto et  l'interdit fulminé contre la cité de Pise l'oblige à reconnaitre en 1207, le tort fait au souverain pontife et à restituer Gallura.
On ne connait pas précisément la position de Comita lors de cette affaire mais il est lui aussi intéressé au sort du Judicat. Il apparait par contre clairement dans le contexte des évènements des dernières années que le rapide accroissement  de sa puissance avait induit le déclin de celle de Guillaume de Massa qui débute vers 1206, quand la coterie des  Visconti avec le soutien de Pise commence à l'accuser de s'être approprié le Judicat de  Cagliari au détriment de ces mêmes  Visconti, descendants du Juge dépossédé Pietro Ier. Désormais en butte à l'hostilité de Pise, Guillaume de Massa se résout à demander la protection du souverain pontife qui lui accorde sous réserve des liens vassaliques qui rétablissent la souveraineté de l'Église sur les deux Judicats de Cagliari et d'Arborée mettant ainsi la république de Pise en difficulté.
Comita en profite pour concerter une action commune avec Gènes destinée à mettre en œuvre leurs ambitions expansionnistes communes. Le traité peut-être le plus ancien connu est conclu en 1211. il établit une véritable alliance militaire en déclarant explicitement la volonté de conquête de l'ensemble de l'île par Comita qui s'engage à récompenser par des dons de terre et d'argent l'aide militaire qui lui sera fournie par les milice génoises et l'obligation des parties de ne pas conclure de paix séparée. Les opérations militaires commencent sans doute en Gallura revendiquée par Lamberto Visconti, qui en 1211 devient la possession de Comita à qui Innocent III recommande de ne pas disposer du Judicat sans son consentement et à veiller à une éventuelle contre-attaque de Pise. Immédiatement après l'Arborée est envahie et ensuite le Cagliaritano. Le pape intervient  alors pour sauver le trône de Guillaume de Massa et imposer la partition de l'Arborée, dont la moitié est accordé à Barisone fils du défunt Juge Pietro Ier de Serra, un quart à Guillaume de Massa et un quart à Comita de Torres. Les opérations militaires terminées la situation demeure très tendue car Pise ne pense qu'à recouvrer ses positions perdues.
En 1216, deux années après la mort de Guillaume de Massa,  Lamberto Visconti di Eldizio et son frère le Podestat Ubaldo Visconti attaquent en Gallura en Arborée et dans le  Cagliaritano provocant l'intervention de Comita et des génois. La guerre reprend sur terre et sur mer et le pape Honorius III doit intervenir pour que les deux républiques maritimes acceptent de conclure la paix qui est concrétisée par un accord signé le 1er décembre 1217 entre Pise et le Juge Comita. C'est l'ultime acte dans lequel il apparait. Il meurt l'année suivante car le 10 novembre 1218 c'est son fils Mariano III qui lui a succédé sur le trône du Logudoro.

## Unions et postérité
À l'âge d'une vingtaine d'années il avait épousé Sinispella d'Arborée, fille de Barisone II d'Arborée, veuve d'Ugo Pons de Cervera vicomte catalan de Bas et mère de Ugone Ier de Bas, co-juge d'Arborée avec qui il a quatre enfants:
- Maria épouse de Boniface de Saluces (mort en 1213), fils prédécédé de Manfred II de Saluces ;
- Preziosa dont on ignore le destin ;
- Mariano II de Torres, son successeur ;
- Giorgia qui épouse le Génois Manuele Doria.

Après 25 années de mariage il divorce et épouse Agnès de Saluces fille de Manfred II de Saluces avec qui il a une autre fille: 
- Isabella, épouse de Lanfranco Spinola

## Sources
- (it) article de Evandro Putzulu  Comita (di Torres) dans enciclopedia italiana Treccani Consulté le 6 juin 2014.
- (it) Gian Giacomo Ortu La Sardegna dei giudici Regione autonoma della Sardegna, 2005,  (ISBN 8889801026),« Le avventure di Guglielmo » p. 126-133.
- (en) Site Medieval Lands : Judges of Torres (Sardinia).
- (en) Site de I. Mladjov Medieval Sardinia (Sardegna).